# خاطرات آنه فرانک (فیلم ۱۹۵۹)
خاطرات آنه فرانک (انگلیسی: The Diary of Anne Frank) فیلمی به کارگردانی جرج استیونز است که در سال ۱۹۵۹ منتشر شد.

## بازیگران
- ملی پرکینس
- جوزف شیلدکات
- شلی وینترز
- ریچارد بیمر
- گاستی هوبر
- لو جاکوبی
- دایان بیکر
- اد وین

## جوایز و نامزدی‌ها

### اسکار
این فیلم برنده ۳ جایزه اسکار شده است:
- جایزه اسکار بهترین بازیگر نقش مکمل زن – شلی وینترز (now on display at خانه آنه فرانک in آمستردام)
- جایزه بهترین کارگردانی هنری فیلم سیاه و سفید; جورج دابلیو. دیویس, استوارت ای. ریس, والتر ام. اسکات, و لایل آر. ویلر
- جایزه اسکار بهترین فیلمبرداری, Black-and-White – William C. Mellor

نامزدها:
- جایزه اسکار بهترین فیلم – جرج استیونس., تهیه‌کننده
- جایزه اسکار بهترین بازیگر نقش مکمل مرد – اد وین
- جایزه اسکار بهترین طراحی لباس, فیلم سیاه و سفید – چارلز لی ماری، و ماری ویلس
- جایزه اسکار بهترین کارگردانی – جرج استیونس
- جایزه اسکار بهترین موسیقی فیلم, فیلم درام یا کمدی – آلفرد نیومن

بنیاد فیلم آمریکا 
- ۱۰۰ سال... ۱۰۰ تحسین به انتخاب بفا #18
- ۱۰۰ سال... ۱۰۰ فیلم به انتخاب بفا (بازبینی ۲۰۰۷) – نامزد
- ۱۰۰ سال...۱۰۰ نقل قول به انتخاب بفا:
  - "In spite of everything, I still believe that people are really good at heart." – نامزد
- AFI's 100 Years...100 Movies – نامزد